# Rio Capivari (Paranapanema)
O rio Capivari é um rio brasileiro do estado de São Paulo, afluente do rio Paranapanema.